# Gra o życie (film 1993)
Gra o życie (ang. My Life) – amerykański dramat obyczajowy z roku 1993, w reżyserii Bruce’a Joela Rubina.

## Obsada
- Nicole Kidman – Gail Jones
- Michael Keaton – Bob Jones
- Danny Rimmer – mały Bobbie
- Bradley Whitford – Paul Ivanovich
- Queen Latifah – Theresa
- Rebecca Schull – Rose
- Romy Rosemont – Anya Stasiuk
- Lee Garlington – Carol Sadman
- Mark Lowenthal – dr Hills
- Michael Constantine – Bill
- Haing S. Ngor – pan Ho
- Toni Sawyer – Doris
- Brenda Strong – Laura
- Michael Gallagher – kolega
- Mark Holton – Sam

## Opis fabuły
Bob i Gail Jones są szczęśliwym małżeństwem. Każde z nich ma dobrą pracę, mają ładny dom i spodziewają się dziecka. Ich spokojne życie burzy się, kiedy Bob poddaje się badaniom, które wykazują, że jest nieuleczalnie chory i że będzie w najlepszym wypadku żył jeszcze tylko kilka miesięcy. Najgorsze jest to, że diagnoza przewiduje śmierć Boba jeszcze przed narodzinami dziecka. Aby pozostawić po sobie jakiś ślad i pamiątkę dla nienarodzonego potomka, Bob w tajemnicy przed żoną zaczyna filmować swoje ostatnie miesiące życia kamerą wideo, umieszczając tam rady dla dziecka jak żyć, wyniesione z własnych doświadczeń.